# Invasionen af Island
Invasionen af Island med kodenavnet Operation Fork, var en ublodig britisk militæroperation udført af Royal Navy og Royal Marines under 2. Verdenskrig.
Invasionen blev indledt tidligt om morgenen den 10. maj 1940 med at britiske tropper gik i land i Reykjavík, Islands hovedstad. Tropperne mødte ingen modstand og sørgede hurtigt for at afskære kommunikationsmidlerne, sikre strategiske steder og fængsle tyske borgere. Efter at have rekvireret lokale transportmidler rykkede tropperne til Hvalfjörður, Kaldaðarnes, Sandskeiði og Akranes for at sikre landingspladser mod et eventuelt tysk modangreb. I de følgende dage blev der opstillet antiluftskyts i Reykjavík og en troppestyrke blev sendt til Akureyri.
Om aftenen den 10. maj udsendte den islandske regering en protest over at den islandske neutralitet var blevet "åbenlyst krænket" og "dens uafhængighed knægtet" og anførte at der forventedes kompensation for alle de påførte skader. Briterne lovede kompensation, favorable handelsaftaler, ikke-indblanding i islandske forhold og tilbagetrækning af alle tropper ved krigens slutning. De islandske myndigheder resignerede og gav de facto støtte til invasionsstyrken, selv om man formelt opretholdt en neutralitetspolitik.
Invasionsstyrken bestod af 746 marineinfanterister, som var dårligt udrustede og kun delvis trænede. Selv om operationen lykkedes, var det indlysende at besættelsesstyrken var utilstrækkelig til at forsvare en ø på 103.000 km². Den 17. maj ankom der 4.000 tropper fra den britiske hær som afløsning for marineinfanteristerne. Senere overtog amerikanske tropper beskyttelsen af Island i resten af krigen.

## Baggrund
Den 9. april 1940 invaderede tyske styrker i Operation Weserübung Norge og Danmark. Danmark blev besat i løbet af få timer. Den 10. april erklærede det islandske parlament Altinget, at Kong Christian X var ude af stand til at udføre sine pligter ifølge grundloven og overdrog dem til Islands regering sammen med de øvrige opgaver, som Danmark tidligere havde varetaget på Islands vegne i rigsfællesskabet.
I Operation Valentine besatte britiske styrker Færøerne den 12. april.
Efter at Island i århundreder havde været underlagt dansk styre, var Island i 1918 blevet selvstændigt i personalunion med Danmark og med fælles udenrigspolitik. Det nye islandske kongerige erklærede sig neutralt uden at have et eget forsvar. Unionstraktaten gav adgang til, at en revision af forholdet kunne indledes i 1941 og at der kunne ske en ensidig afslutning tre år senere, hvis der ikke var nået en enighed. I 1928 var alle politiske partier i Island enige om, at unionen skulle afsluttes hurtigst muligt.
Efter den tyske besættelse af Danmark og Norge blev den britiske regering bekymret for om Tyskland snart ville forsøge at skabe en militær tilstedeværelse på Island. Det blev anset for at være en uacceptabel trussel mod den britiske kontrol over Nordatlanten. Samtidig var briterne ivrige efter selv at få baser på Island og styrke deres overvågning af området.
Den 9. april sendte den britiske regering en meddelelse til den islandske regering om, at Storbritannien var villig til at hjælpe Island med at opretholde sin uafhængighed, men ville behøve faciliteter på Island for at kunne gøre det. Island blev inviteret til at slutte sig til Storbritannien i krigen "som krigsførende og allieret". Den islandske regering afviste tilbuddet.

## Planlægning
| „ | Hjemme kl. 20. Spiste og arbejdede. Planlægger erobring af Island i næste uge. Er formentlig for sent! Så adskillige kuld ællinger. | “ |
|   | — Alexander Cadogan, afslutning af dagbogsblad for 4. maj 1940.                                                                     |   |

Efterhånden som den militære situation i Norge forværredes nåede Admiralitetet i London frem til den konklusion, at Storbritannien ikke længere kunne undvære baser på Island. Den 6. maj fremlagde Winston Churchill sagen for krigskabinettet. Churchill fastholdt, at hvis der blev forsøgt yderligere forhandlinger med islændingene, var det muligt at tyskerne hørte om det og handlede først. En mere sikker og effektiv løsning bestod i at landsætte tropper uanmeldt og præsentere det islandske styre for et fait accompli. Krigskabinettet godkendte planen.
Ekspeditionen blev organiseret i hast og på en tilfældig måde. En stor del af operationsplanlægningen foregik undervejs. Styrken blev forsynet med nogle få dårlige kort, et af dem tegnet fra hukommelsen. Ingen i ekspeditionsstyrken talte flydende islandsk.
Briterne planlagde at landsætte alle deres styrker i Reykjavík. Der ville de overvinde enhver modstand og tage sig af lokale tyskere. For at beskytte sig mod et tysk modangreb fra havet ville de sikre sig havnen og sende tropper over land til den nærliggende Hvalfjörður.
Briterne var også bekymrede for at tyskerne kunne finde på at indsætte luftbårne enheder, som de havde gjort det med stor succes under felttoget i Norge. For at sikre sig mod dette skulle tropper køre østpå til flyvepladserne ved Sandskeið og Kaldaðarnes. Endelig skulle tropper sendes over land til havnen i Akureyri og flyvepladsen ved Melgerði på den nordlige del af øen.
Flådens efterretningstjeneste (NID) forventede modstand fra tre forskellige sider. Lokale tyskere, som mentes at have våben, kunne forventes at yde modstand og endda forsøge et kup af en slags. Dernæst kunne en tysk invasionsstyrke allerede være på vej eller blive afsendt straks efter en britisk landgang. NID forventede også modstand fra det lokale politi i Reykjavik, der bestod af ca. 70 bevæbnede mænd. Hvis der tilfældigvis var et dansk inspektionsskib i Reykjavik, kunne det danske søværn bistå forsvarerne.

## Operation Fork

### Sturges’ styrke
Den 3. maj 1940 fik 2. Royal Marine Battalion i Bisley, Surrey, ordrer fra London om at være klar til at rykke ud med to timers varsel til et ukendt bestemmelsessted. Bataljonen var først blevet formeret en måned tidligere. Selv om der var en kerne af linjeofficerer var tropperne nye rekrutter og kun delvist uddannede. Der var mangel på våben, der kun omfattede rifler, pistoler og bajonetter. 50 mand havde netop fået deres rifler og havde ikke haft tid til at prøve at skyde med dem. Den 4. maj fik bataljonen lidt ekstra udstyr i form af lette Bren maskingeværer, panserværnskanoner og 51 mm mortérer. Da der ikke var tid at spilde måtte oplæring i brugen og indskydning af våbnene foregå til søs.
Styrkens støttevåben bestod af to 3,7 tommers bjerg-haubitser, fire topunds skibskanoner og to 4-tommers kystartilleri. Kanonbesætningerne kom fra flåden og marinekorpset, som aldrig havde afskudt kanonerne. De manglede søgelys, kommunikationsudstyr og ildledningsudstyr.
Oberst Robert Sturges blev overdraget kommandoen over styrken. I en alder af 49 var han en højt anset veteran fra 1. Verdenskrig, der havde kæmpet i slaget ved Gallipoli og Slaget ved Jylland. Han blev ledsaget af en lille efterretningsenhed under major Humphrey Quill og en gruppe diplomater under Charles Howard Smith. Ud over disse bestod invasionsstyrken af 746 mand.

### Rejsen til Island
Den 6. maj blev Sturges’ styrke sat på tog til Greenock i Skotland. For at undgå at tiltrække sig opmærksomhed blev styrken delt på to forskellige tog på rejsen, men på grund af forsinkelser undervejs ankom tropperne til stationen i Greenock på omkring det samme tidspunkt, og mistede dermed den lille smule anonymitet man havde ønsket. Hertil kom, at sikkerheden var blevet kompromitteret af en meddelelse sendt i klart sprog, og da tropperne ankom til Greenock viste alle, at turen gik til Island.
| „ | I maj 1940 transporterede vi marineinfanterister til Island, og øen blev besat den 10. maj for at undgå at en tysk styrke skulle besætte øen. Nogle tyske civile og teknikere blev taget til fange og sendt tilbage til Storbritannien. Vejret var dårligt på vejen til Island, og hovedparten af marineinfanteristerne blev søsyge og fyldte op i korridorer og på skibets messedæk. En uheldig marineinfanterist begik selvmord. | “ |
|   | — Stan Foreman, sergent på HMS Berwick |   |

Om morgenen den 7. maj tog styrken til havnen i Greenock hvor krydserne HMS Berwick og HMS Glasgow, ventede på at tage dem til Island. Tropperne begyndte at gå om bord, men lastningen blev plaget af problemer og forsinkelser. Afgangen blev flyttet til den 8. maj, og selv da måtte store mængder udstyr og forsyninger efterlades på kajen.
Klokken 4 om morgenen den 8. maj afsejlede krydserne mod Island. De blev ledsaget af en anti-ubådseskorte bestående af destroyerne HMS Fearless og HMS Fortune. Krydserne var ikke bygget til at rumme en styrke af en sådan størrelse, og der var trængsel om bord. Trods nogenlunde godt vejr blev mange af marineinfanteristerne alvorligt søsyge. Rejsen blev som planlagt brugt til gøre sig bekendt med de nye våben og til at få dem kalibreret.
En af de nyligt rekrutterede marineinfanterister begik selvmord undervejs. Rejsen foregik i øvrigt uden hændelser.

### Overraskelsesmomentet går tabt
Klokken 1:47 om natten, islandsk tid (GMT) den 10. maj blev et Supermarine Walrus rekognosceringsfly sendt i luften med katapult fra HMS Berwick. Det vigtigste formål med turen var at afsøge havet ud for Reykjavik efter fjendtlige ubåde, som flådens efterretningsvæsen havde overbevist sig selv om opererede fra islandske havne. Flyet havde ordre til ikke at overflyve Reykjavík; men ved et uheld eller på grund af dårlig kommunikation kredsede det adskillige gange rundt over byen og lavede en del støj. På det tidspunkt havde Island ingen egne fly, så denne usædvanlige begivenhed vækkede og alarmerede en del mennesker. Den islandske statsminister Hermann Jónasson blev vækket af flyet, og det samme blev det islandske politi. Den fungerende politichef, Einar Arnalds, gættede på, at det formentlig stammede fra et britisk krigsskib, som medbragte den forventede nye ambassadør. Det var korrekt, selv om det ikke var hele historien.
Werner Gerlach, den tyske konsul, blev også vækket af flyet. Da han anede hvad der ville ske, kørte han ned til havnen med en tysk medarbejder.
Ved hjælp af sin kikkert fik han sine bekymringer bekræftet og hastede derpå tilbage. Hjemme sørgede han for at få sine papirer brændt, og forsøgte uden held at få fat i den islandske udenrigsminister på telefon.

### Nede ved havnen
Klokken 3:40 om morgenen så en islandsk politimand en lille flåde af krigsskibe nærme sig havnen, men kunne ikke se deres nationalitet. Han meddelte det til sin overordnede, som gav meddelelsen videre til Einar Arnalds, den fungerende politichef. Neutralitetslovene, som Island havde underlagt sig, forbød mere end tre krigsskibe fra en krigsførende nation at gøre brug af en neutral havn samtidig. Fly fra sådanne skibe måtte ikke overflyve neutrale territorialfarvande. Da han kunne se, at den ankommende flåde var på vej til at krænke Islands neutralitet på to punkter, tog Arnalds af sted for at undersøge sagen. Nede ved havnen så han selv skibene og besluttede at de formentlig var britiske. Han kontaktede udenrigsministeriet, som bekræftede at han skulle tage ud til flåden og meddele dets chef, at han krænkede Islands neutralitet.
Toldvæsenet fik ordre til at gøre en båd klar.
I mellemtiden blev marineinfanteristerne på Berwick overført til Fearless, som skulle sejle dem ind i havnen. Søsygen og den manglende træning betød at tropperne blev forsinket og officererne blev frustrerede. Lige før kl. 5 sejlede Fearless, med omkring 400 marineinfanterister ind mod havnen. En mindre folkemængde havde samlet sig, heriblandt adskillige politifolk, som stadig ventede på toldbåden. Den britiske konsul havde fået besked på forhånd om invasionen og ventede med sine medarbejdere på at hjælpe tropperne, når de ankom. Utilpas med folkemængden vendte konsul Shepherd sig til det islandske politi. "Vil De være så venlig ... at få folk til at trække sig lidt tilbage, så soldaterne kan komme i land fra destroyeren?", spurgte han. "Naturligvis", lød svaret.
Fearless begyndte landsætningen så snart den nåede kajen. Arnalds bad om at måtte tale med destroyerens kaptajn, men fik afslag. Derpå skyndte han sig at rapportere til statsministeren. Jónasson gav ham ordre til ikke at gribe ind overfor de britiske tropper og forsøge at forhindre konflikter mellem dem og islændingene.
Nede ved havnen protesterede nogle af de lokale over briternes ankomst. En islænder snuppede en riffel fra en marineinfanterist og proppede en cigaret ned i løbet. Derpå kastede han riflen tilbage til marineinfanteristen og sagde til ham, at han skulle passe på med den. En officer ankom for at skælde marineinfanteristen ud.

### Operationer i Reykjavík
De britiske styrker indledte deres operationer i Reykjavik med at opstille en vagtpost ved postkontoret og hænge en løbeseddel op på døren. Løbesedlen forklarede på dårligt islandsk, at britiske tropper havde besat byen og bad om samarbejde til at tage hånd om de lokale tyskere. Kontorerne for Síminn (telekommunikation), RÚV (radio) og det meteorologiske kontor blev hurtigt sat under britisk kontrol for at forhindre at nyheden om invasionen nåede til Berlin.
I mellemtiden havde det høj prioritet at fange den tyske konsul. Da de ankom til konsulatet blev de britiske tropper lettede over ikke at finde tegn på modstand, og bankede på. Den tyske konsul åbnede, protesterede mod invasionen og mindede briterne om at Island var et neutralt land. Han fik til gengæld at vide, at Danmark også havde været et neutralt land. Briterne opdagede en brand ovenpå i bygningen og fandt en dynge papirer, der brændte i konsulens badekar. De slukkede ilden og bjærgede et betydeligt antal dokumenter.
Briterne havde også ventet modstand fra besætningen på Bahia Blanca, et tysk fragtskib som havde ramt et isbjerg i Danmarksstrædet og hvis 62 mand store besætning var blevet reddet af en islandsk trawler. Flådens efterretningstjeneste troede at tyskerne rent faktisk var reservebesætninger til de tyske ubåde, som de mente opererede fra Island. De ubevæbnede tyskere blev taget til fange uden episoder.

## Resultat
Selv om den britiske operation drejede sig om at komme en risiko for en tysk invasion i forkøbet, var en sådan ikke planlagt. Efter den britiske invasion forberedte tyskerne en plan om at intervenere, Operation Ikarus, men den blev opgivet, formentlig på grund af logistiske vanskeligheder.
Storbritannien havde brug for sine tropper andre steder, og i juli 1941 overlod det ansvaret for Island til De Forenede Stater som led i en amerikansk-islandsk forsvarsaftale. Storbritannien havde overtalt Altinget til at godkende en amerikansk besættelsesstyrke. Op til 40.000 soldater blev udstationeret på øen, hvilket oversteg antallet af voksne islandske mænd (dengang havde Island en befolkning på omkring 120.000).
Et minde om besættelsen var de mange halvrunde britiske Nissenhytter, der blev efterladt, og som i efterkrigens bolignød blev omdannet til civil beboelse.

## Eksterne kilder
- [//da.wikipedia.org/w/index.php?title=Wikipedia:Artikler_med_d%C3%B8de_eksterne_henvisninger&dwl=http://hrafninn.wetcanvas.com/page64.html Webside ikke længere tilgængelig], Søg i webarkiv:  [http://wayback.web.archive.org/web/*/http://hrafninn.wetcanvas.com/page64.html Tale af Markús Örn Antonsson] (Islands ambassadør i Canada), 21. oktober 2006
- Franklin D. Roosevelts meddelelse til Kongressen den 7. juli 1941 om den amerikanske besættelse af Island